# Variable W Ursae Majoris
Un estel variable W Ursae Majoris és un estel binari eclipsant amb un període molt curt comprès entre unes hores i un dia. En aquest tipus de variables les components formen una binària de contacte, compartint el material de les capes exteriors. A través del coll que uneix ambdós estels existeix transferència de massa i calor entre les dues components, que tendeix a igualar-los en temperatura. La força gravitatòria distorsiona els estels, que no tenen forma esfèrica sinó de "gota". Els mínims primari i secundari són pràcticament iguals i existeix una contínua variació de la lluentor al llarg de l'òrbita sense que estigui clarament definit el començament i el final de l'eclipsi. El prototip d'aquest grup de variables és l'estrella W Ursae Majoris, a qui deuen el seu nom.
Inicialment les variables W Ursae Majoris es van dividir en dues subclasses (Tipus-A i Tipus-W), una tercera subclasse va ser afegida en 1978 (Tipus-B), i una quarta en 2004 (Tipus-H):
- Tipus-A. Els dos estels són més calents que el Sol —tipus espectrals A o F— amb períodes compresos entre 0,4 i 0,8 dies. Un exemple és l'estel ε Coronae Australis.
- Tipus-W. Els estels són més freds que en el grup anterior —tipus espectrals G o K— i els seus períodes més curts, entre 0,22 i 0,4 dies. La diferència entre les temperatures efectives de les components és menor de diversos centenars K. Un exemple és W Ursae Majoris.
- Tipus-B. La diferència entre les temperatures superficials dels dos estels és major de 1000 K.
- Tipus-H. Relació entre les masses de les dues estrelles q > 0,72, sent q = (massa de l'estel secundari)/(massa de l'estel primari). Posseeixen un moment angular addicional. Un exemple és SV Centauri.

## Principals variables W Ursae Majoris
| Nom                 | Magnitud aparent | Període (dies) | Tipus espectral |
| ------------------- | ---------------- | -------------- | --------------- |
| γ Doradus           | 4,23 - 4,27      | ?              | F0V-F5          |
| ε Coronae Australis | 4,74 - 5         | 0,5914         | F2              |
| AA Ceti             | 6,2 - 6,7        | 0,5361         | F2              |
| S Antliae           | 6,4 - 6,92       | 0,6483         | A9Vn            |
| AW Ursae Majoris    | 6,83 - 7,13      | 0,4387         | F0-F2           |
| EM Cephei           | 7,02 - 7,17      | 0,8062         | B1Ve            |
| HT Virginis         | 7,06 - 7,48      | 0,4077         | F8              |

Font: Variables of W Ursae Maioris type (Alcyone)